# Umberto Tozzi
Umberto Tozzi (ur. 4 marca 1952 w Turynie) – włoski piosenkarz i muzyk. Do tej pory sprzedał ponad 70 mln płyt.

## Życiorys
Karierę muzyczną rozpoczął w 1968, wstępując w wieku 16 lat w zespole Off Sound. W 1974 wylansował swój pierwszy przebój „Un Corpo un 'Anima”, który pochodził z debiutanckiego albumu Donna Amante Mia (1976). W 1977 stał się rozpoznawalny dzięki wydaniu singla „Ti amo”, z którym 12 września 1977 w Amfiteatrze w Weronie wygrał XIV Festivalbar. Utwór został później przetłumaczony na wiele języków (m.in. na hiszpański i francuski).
W 1987 wygrał Festiwal Piosenki Włoskiej w San Remo, wykonując wspólnie z Giannim Morandim i Enrico Ruggerim utwór „Si può dare di più”. W tym samym roku, razem z Rafem reprezentował Włochy w 32. Konkursu Piosenki Eurowizji z utworem „Gente di mare”, z którym zajął trzecie miejsce w finale. W 1988 wydał album koncertowy zatytułowany Royal Albert Hall, na którym znalazł się zapis dźwiękowy jego koncertu na londyńskiej scenie Royal Albert Hall.
W 2013 jego wersja przeboju „Gloria”, śpiewana w oryginalnej włoskiej wersji, została umieszczona przez Martina Scorsese na, nominowanym w 2014 do Oscara, soundtracku Wilk z Wall Street.

### Albumy studyjne
- Donna amante mia (1976)
- È nell'aria ... ti amo (1977)
- Tu (1978)
- Gloria (1979)
- Tozzi (1980)
- Notte rosa (1981)
- Eva (1982)
- Hurrah (1984)
- Invisibile (1987)
- Gli altri siamo noi (1991)
- Equivocando (1994)
- Il grido (1996)
- Aria e cielo (1997)
- Un'altra vita (2000)
- Le parole (2005)
- Heterogene (2006)
- Tozzi Masini (2006)
- Superstar (2009)
- Yesterday, Today (2012)

### Albumy kompilacyjne
- Minuti di un'eternità (1987)
- Le mie canzoni (1991)
- Bagaglio a mano (1999)
- The Best of... (2002)
- Yesterday, Today – The Best of 1976–2012 (2012)

### Albumy koncertowe
- In concerto (1980)
- The Royal Albert Hall (1988)
- Non Solo Live (2009)